# اينا-شوم-أدينا

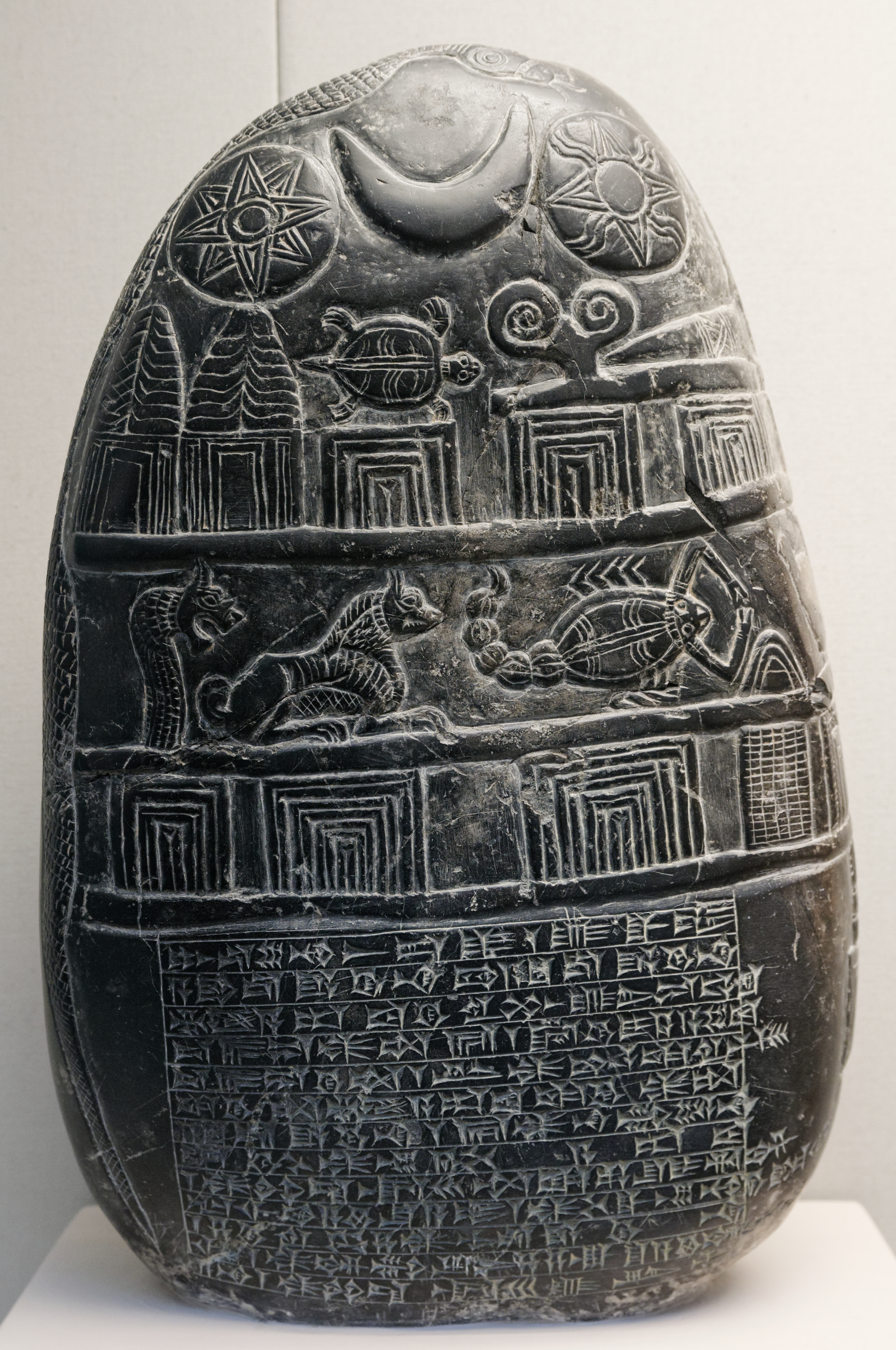
يسجل كودورو منحة أراضي اينا شوم أدينا, المتحف البريطاني

كان إينا-شوم-أدينا من سلالة القطر البحري لبلاد بابل في منتصف الألفية الثانية قبل الميلاد حيث أن القطر البحري منطقة تقع على ساحل نهر دجلة والفرات (بلاد الرافدين) جنوب العراق. ومن المعروف بأن اينا-شون-أدينا صنع حجر حدود ( كودورو)، كانت صخرة الحدود اينا- شوم -أدينا منحة ارضية إلى جولا إريش بشهادة مستطلع أراضيه أموري بيل زيري. يؤرخ المتحف البريطاني كودورو إلى فترة (1100-1125) ماقبل الميلاد.

## روابط خارجية
- Kudurru Image
- Article of "Eanna-shum-iddina kudurru"
- British Museum article